# Kür (Wahl)
Kür (auch Kur von althochdeutsch churi) ist ein heute kaum mehr gebräuchliches Wort für eine Wahl.
Der Römische Kaiser deutscher Nation wurde bis 1806 durch die Kurfürsten gekoren. Das Verb küren hingegen ist noch bei Misswahlen zu hören, wenngleich damit sowohl die Wahl als auch die Siegerzeremonie gemeint wird. Abgeleitet von „Kür“ sind der rechtliche und der umgangssprachliche Begriff „Willkür“. Zudem ist der Begriff in abgeleiteter Form noch bei der Beschreibung des Erwerbs einer Mitgliedschaft in einem Gremium geläufig: Nach der Grundlage des Erwerbs der Mitgliedschaft wird zwischen geborenen und gekorenen Mitgliedern unterschieden. Im Sport findet „Kür“ noch als Kurzbezeichnung Kürübung für die Zusammenstellung selbstgewählter Übungen Verwendung.

## Sport
Im Sport bedeutet eine Kür in der Wettkampfordnung – im Gegensatz zu den Pflichtübungen – eine freie Zusammenstellung von Bewegungsfolgen.
Die  Redewendung „Erst die Pflicht, dann die Kür“ bedeutet, den grundlegenden Aufgaben Vorrang gegenüber den darauf aufbauenden bzw. spezielleren Aufgaben zu geben. „Erst wenn das Pflichtprogramm absolviert ist, kann man eigene Vorstellungen umsetzen.“